# Шаріат
Шаріа́т (араб. شريعة [ʃaˈriːʕa]), укр. [правильний] шлях, спосіб дії) — це система релігійного права, що є частиною ісламської традиції і ґрунтується на священних текстах ісламу, зокрема на Корані та хадисах. В ісламській термінології шаріа (шаріʿа) означає незмінний, нематеріальний божественний закон; на відміну від фікху, який стосується його тлумачень ісламськими вченими.
Шаріа, або фікх у його традиційному розумінні, з самого початку ісламської історії співіснувала з місцевим звичаєвим правом; вона була розроблена і доповнена протягом століть правовими висновками, які видавали кваліфіковані юристи — відображаючи напрями різних правових шкіл — і була інтегрована з різними економічними, кримінальними та адміністративними законами, які видавали мусульманські правителі. Протягом століть її застосовували судді в ісламських судах — аж до новітніх часів, коли секуляризм широко поширився в мусульманських суспільствах.
В 21-ому столітті роль шаріату стає дедалі більш дискусійною темою в усьому світі. Є прогресисти, які стверджують, що шаріат сумісний з демократією, правами людини, свободою думки, правами жінок і банківською справою. Європейський суд з прав людини у кількох справах постановив, що шаріат «несумісний з основоположними принципами демократії».

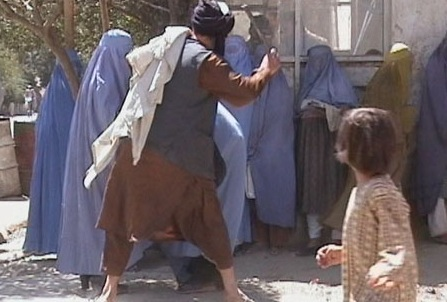
Зображення, секретно записані Революційною жіночою лігою Афганістані 26 серпня 2001 року. Релігійна міліція карає жінку палицею за відкриття обличчя.

## Термінологія
Термін «шаріат» має широке значення. Шаріатом називають звід Божественних заповідей і заборон, Божественний Закон, практичні релігійні приписи мусульман, та іслам загалом.
Мусульмани пов'язують поняття «шаріат» насамперед із його використанням в аятах Корану, які означають написаний Аллахом прямий шлях, дотримуючись якого правовірний мусульманин досягає моральної досконалості, мирського щастя і може потрапити до раю. Загальний сенс цього поняття визначається його походженням від кореня ш-р-', який неодноразово зустрічається в Корані в значенні «узаконювати», «наказувати що-небудь як обов'язкове».
Синоніми цього слова «аш-куля'» і «ат-ташрі» вживаються також щодо Закону давніх пророків, наприклад, Законом Муси (Мойсея). Інший синонім — «шир'а», що означає поняття, як-от «шлях», «мазгаб», «метод», «традиція» тощо.
В ісламській ідеології термін «шаріат» у поєднанні з визначеннями ісламі або ісламія (мусульманський, ісламський) вживаються в загальномовному значенні щодо правил, якими повинен керуватися правовірний мусульманин, а також встановлених Аллахом критеріїв оцінки його поведінки та способу думок. Через це шаріат нерідко сприймається в масовій свідомості як ісламський спосіб життя загалом, всеосяжний ісламський комплекс правил поведінки, що містить найрізноманітніші норми — релігійні, побутові, моральні, юридичні тощо. У такому широкому значенні шаріат часто називають «релігійним законом», причому термін «закон» вживається в загальносоціальному, а не в юридичному значенні. Аналогічне смислове навантаження несе й вислів «закони шаріату». Хадиси пророка схвалював Аллах, а якщо Пророк у чомусь помилявся, то Аллах відразу виправляв його одкровенням.
Питання про приписи, що містяться в шаріаті і які його джерела, є ключовим для встановлення обсягу цього поняття в термінологічному значенні. У мусульманській ідеології затвердилося загальне термінологічне визначення шаріату як сукупності обов'язкових до дотримання встановлених Аллахом норм і приписів (хукм). Можна зробити висновок, що джерелами шаріату є Коран і сунна Пророка. Хадиси, які передають особисту думку пророка Мухаммада, а не волю Аллаха, до шаріату не входять.
Різні напрями ісламської думки по-різному трактують визначення шаріату. Так, захірити розуміли під шаріатом тільки ті положення Корану і сунни, які несуть очевидний (захір) сенс, чітко вказуючи на конкретні правила поведінки (катіят ад-далала). Інші напрями вважали, що ті питання, на які немає однозначної відповіді в Корані та сунні, можна вивести за допомогою чисто раціональних прийомів (іджтихад) або шляхом тлумачення приписів, які розуміються неоднозначно. Деякі напрямки ісламської юриспруденції під шаріатом мали на увазі лише правила, що регулюють зовнішню поведінку мусульман, які не стосуються питань внутрішньої мотивації та релігійної совісті. Однак більшість мусульманських ідеологів вважає, що шаріат не містить всіх конкретних правил поведінки та точних рекомендацій про те, як поводитися у всіх життєвих ситуаціях, а ті приписи, які є в Корані та сунні є вічними та відповідають будь-яким умовам.

## Класифікація шаріатських норм
У Корані й сунні є норми, що регулюють порядок виконання мусульманами релігійних обов'язків (ібадат) та мало конкретних і очевидних правил поведінки, що визначають взаємини мусульман (муамалат). Найімовірніше, це пов'язано з тим, що конкретні життєві ситуації, які можуть виникнути в майбутньому не можуть бути передбачені вичерпно в Корані та сунні й не підпадають під облік. Тому з таких питань шаріат встановлює загальні орієнтири та принципи (аль-каваїд аль-амма, або аль-куллія), тлумачення й раціональне осмислення яких дозволяє знаходити рішення в кожній конкретній ситуації. З допомогою іджтихада правознавці можуть, не виходячи за рамки загальних цілей шаріату, вводити конкретні правила поведінки та в разі необхідності гнучко замінювати ці правила новими. Таким чином, шаріат містить у собі не тільки чіткі положення Корану й сунни, але й положення, які формулюють лише загальні орієнтири.
Крім ібадату і муамалату, шаріат також містить питання релігійної догматики (акіду) та етики (ахлак). На підставі цього мусульманські богослови стверджують, що шаріат регулює не тільки зовнішню поведінку мусульман, але й визначає їхні релігійні переконання, націлений на їхнє моральне вдосконалення й бере до уваги внутрішню мотивацію вчинків.
Аяти Корану, присвячені проблемам основ віросповідання, служіння, духовності й етики покликаються на мекканський період послання Божественних одкровень, що тривав упродовж 12 років. Після переселення мусульман у Медину розпочався десятирічний період державної ісламської релігії. У мединських сурах більше наказів щодо суспільно-політичної, культурної, економічної діяльності мусульман. У цей період були послані поведінки щодо укладення шлюбів, розлучень, права успадкування, торгівлі, ведення війни, укладення миру тощо. Велика частина всіх цих приписів міститься в сунні пророка Мухаммеда.

## Співвідношення шаріату й фікгу
Розбіжності в оцінках шаріату визначають і характер поглядів ісламських мислителів на співвідношення цього поняття з ісламською юриспруденцією (фікг). В ісламській традиції немає єдиної позиції з цього питання. У початковий період становлення і розвитку ісламу під фікгом іноді розумілося опанування всього комплексу релігійних положень, знання приписів Корану та сунни Пророка, що регулюють поведінку та образ думки послідовників ісламу. Під шаріатом розумівся визначений Аллахом шлях праведного життя мусульман.
Надалі трактування змісту шаріату й фікгу змінилася, і шаріат виступав як сукупність усіх регуляторів норм зовнішньої поведінки, прямо встановлених в Корані та сунні або введені за допомогою іджтихада. Тому фікг виступає як наука, знання шаріат, фікг-право включає всі норми шаріату. У такому співвідношенні шаріат і фікг часто вживаються як синоніми.
В ісламській правовій теорії широке визнання отримало рішення, згідно з яким шаріат (що включає релігійну догматику, етику і «практичні» норми) береться з положень Корану і сунни. Всі його елементи мають священний характер й уособлюють божественне одкровення (вахй). «Практичні» норми, що несуть очевидний сенс, одночасно входять до фікгу, посідаючи в його складі скромне місце. Переважну частину фікга складають правила поведінки, які введені ісламськими правознавцями на основі іджтихада. Таким чином, шаріат і фікг збігаються лише в частині однозначних і чітких приписів Корану і сунни. Ті положення, які допускають різне розуміння положень Корану і сунни, записуються в незмінній формі до фікгу як рішення муджтахидів. Тлумачачи їх по-своєму, різні правові школи (мазхаби) можуть вирішувати по-різному й формулювати правила поведінки, що не збігаються. Таким чином, положення шаріату вічні й абсолютно обов'язкові, а більшість норм фікгу мінливі. Тому шаріат позбавлений протиріч і помилок, характерних для окремих норм фікгу й висновків фікга. З цього можна зробити висновок, що з погляду божественного одкровення, утіленого в «практичних» нормах, шаріат є ширшим ніж фікг, а за кількістю норм, поступається йому.

## Сучасне розуміння шаріату
Сучасні факіги спираються на вказаний погляд у своєму тлумаченні статей конституцій ряду мусульманських країн, заснованих на принципах шаріату. Вони часто долучають до поняття шаріату і загальні правила, сформульовані муджтахидами на основі вивчення всіх джерел фікга. У 1869—1877 роках в Османській імперії ухвалили 99 таких норм-принципів, танзімат, що відігравав роль цивільного та процесуального кодексів. Такий погляд враховує потреби правової практики.
У сучасній ісламській ідеології отримав розвиток підхід, націлений переважно на загальнотеоретичне осмислення шаріату в його співвідношенні з фікгом, згідно з яким фікг-право не виступає елементом шаріату й узагалі не збігається з ним. Їхнє співвідношення представляється як зв'язок між джерелом фікга (шаріатом) та нормативною інтерпретацією положень шаріату (фікга).
З позицій історичного і соціологічного підходів шаріат можна розуміти як комплекс обов'язкових для виконання приписів і вчення про ісламський спосіб життя, у якому порушуються питання догматики та етики, переконання і релігійну совість мусульманина. Вчинки та зовнішня поведінка людини регламентуються шаріатом шляхом конкретизації в певних нормах, функцію яких виконує фікг-юриспруденція. Фікг займається виведенням з шаріату конкретних правил поведінки. За допомогою фікга відбувається переклад шаріатських положень у площину практичних правил поведінки, а шаріат відіграє роль загального ідейного джерела, релігійно-етичної основи фікга (права і юриспруденції).

## Ступінь впливу та його межі
Шаріат визначає й організує життя мусульман на просторі ісламського світу. Однак його вплив не скрізь однаковий. У Саудівській Аравії шаріат залишається єдиною правовою системою. В Індії, Сирії, Лівані й ісламських країнах Африки державні правопорушення та угоди між громадянами регулюються нормами світського законодавства, а питання наслідування, шлюбу, розлучення, благодійних організацій розглядаються з погляду шаріату. У Туреччині та країнах Середньої Азії суди йдуть за світськими юридичними кодексами.